# (72545) Robbiiwessen
(72545) Robbiiwessen – planetoida z pasa głównego asteroid okrążająca Słońce w ciągu 5,33 lat w średniej odległości 3,05 au. Odkryta 3 marca 2001 roku. Przed nadaniem nazwy planetoida nosiła oznaczenie tymczasowe (72545) 2001 EP.